# Isaías I de Constantinopla
Isaías I de Constantinopla (em grego: Ἠσαΐας), também chamado de Esaias, Jeaias ou Jesaias, foi o patriarca grego ortodoxo de Constantinopla entre 1323 e 1334.

## Biografia
O imperador bizantino Andrônico II Paleólogo manteve Isaías confinado no claustro da seção monástica da Magnaura em Constantinopla em 1327, possivelmente por conta do apoio do patriarca ao neto dele, Andrônico III Paleólogo durante a guerra civil bizantina de 1321-1328. Com a derrubada de Andrônico II pelo neto em 23/24 de maio de 1328, uma delegação foi enviada ao mosteiro para libertar Isaías. No caminho de volta ao palácio, Isaías foi escoltado não pelo grupo usual de clérigos, mas por uma trupe de músicos, dançarinos e comediantes, um dos quais fê-lo rir tanto que ele quase caiu do cavalo.
Durante seu patriarcado, ele tentou a reunião com a Igreja Católica e a Igreja Apostólica Armênia, sem sucesso.